# Timbres Valois
Pour les articles homonymes, voir Valois.
L'octroi de timbres Valois était un programme de fidélisation des clients des petits commerçants en Belgique de 1932 à 2004. Les timbres roses, émis par la société Valois et collés dans leur carnet, donnaient droit à de réductions sur des biens mais aussi des trajets en train.
La formule rencontra un vif succès après la Seconde Guerre mondiale et s'inscrivit dans la mémoire collective dans les années 1960 quand 35.000 commerçants étaient affiliés au programme.
Face à l’essoufflement du système, Valois tenta en 1995 de remplacer les timbres par une carte à puce, nommée Valor, avec l'espoir de l'imposer également comme moyen de paiement. L'échec impose à la société de mettre un terme au programme en juin 2004, à licencier progressivement son personnel (2003-2005) et à déposer le bilan.
La formule, qui avait le mérite d'encourager la fidélité au petit commerce en général, cherche à se développer sous d'autres formes.